# 驃文

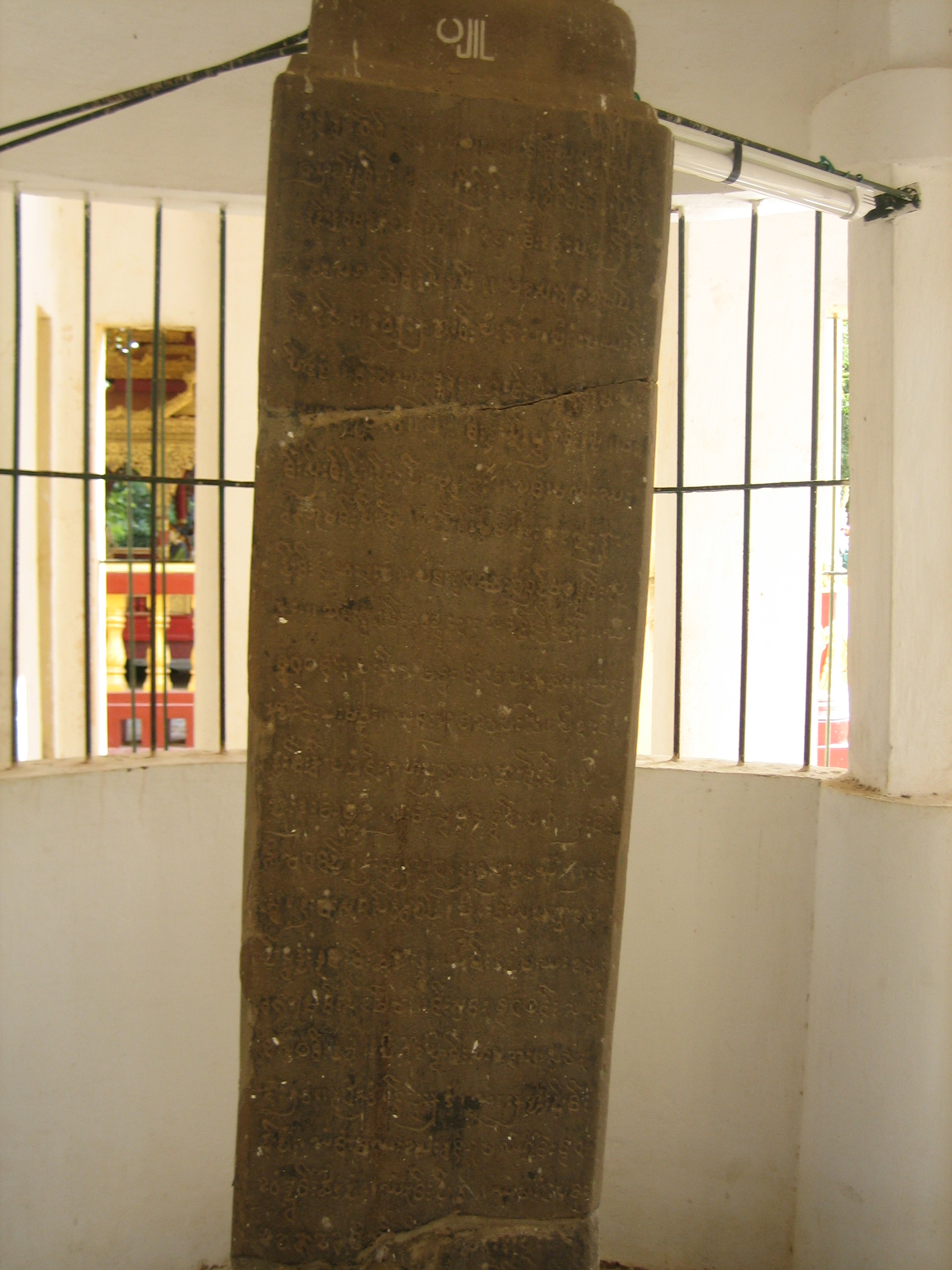
1112年的妙齐提碑，骠语面

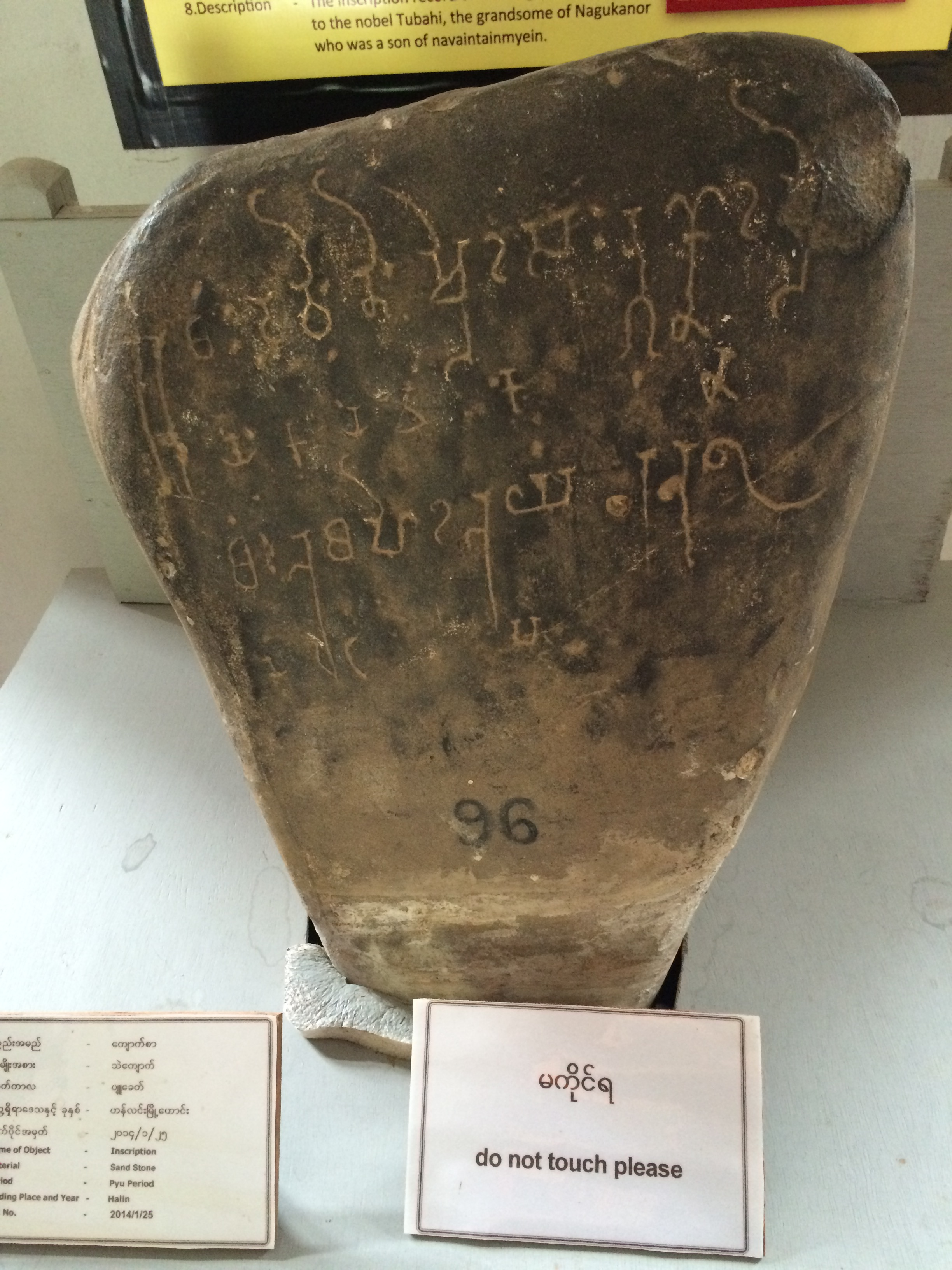
A Pyu inscription from Hanlin Archeological Museum, Burma

驃文為驃語的文字系統。驃語屬於汉藏语系，曾經通行於現今緬甸中部一帶，現已滅絕。驃文字母約出現於2至6世紀間，可能源自於印度西南方的迦檀婆字母。學界相信驃文屬於印度的婆罗米文字母系統，因為在驃文出現早期，常會夾雜許多婆羅米文的線性字母。直到7至8世紀的室利差呾罗石碑才不夾雜婆羅米文字，完全由驃文書寫而成。
許多重要的驃文石碑會和梵文及巴利文一起書寫。
驃文目前不包含於Unicode系統中。2010年，有人提議將驃文納入，未來有可能實現。

## 外部連結
- Pyu script （页面存档备份，存于）